# Strange But True (Film)

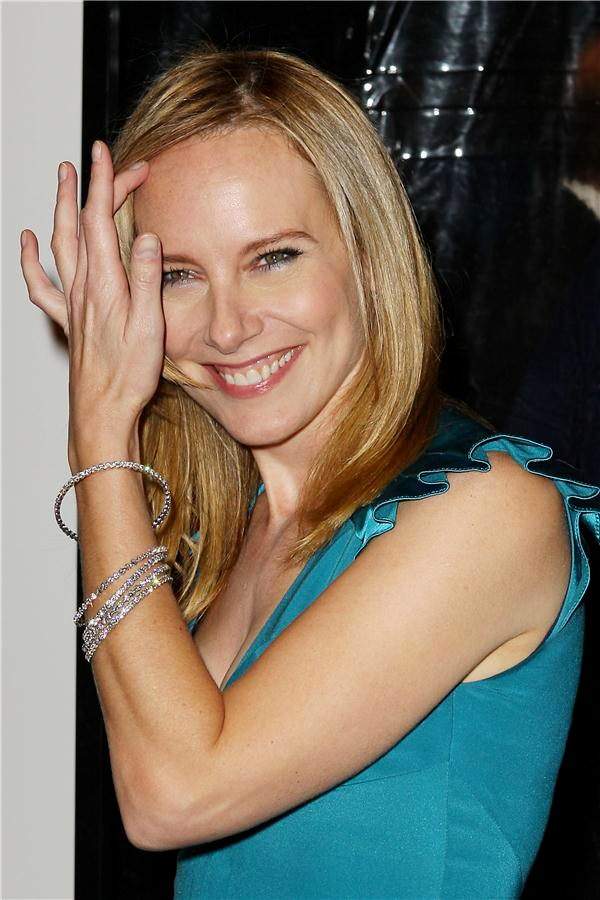
Amy Ryan spielt Charlene (Foto von 2013)

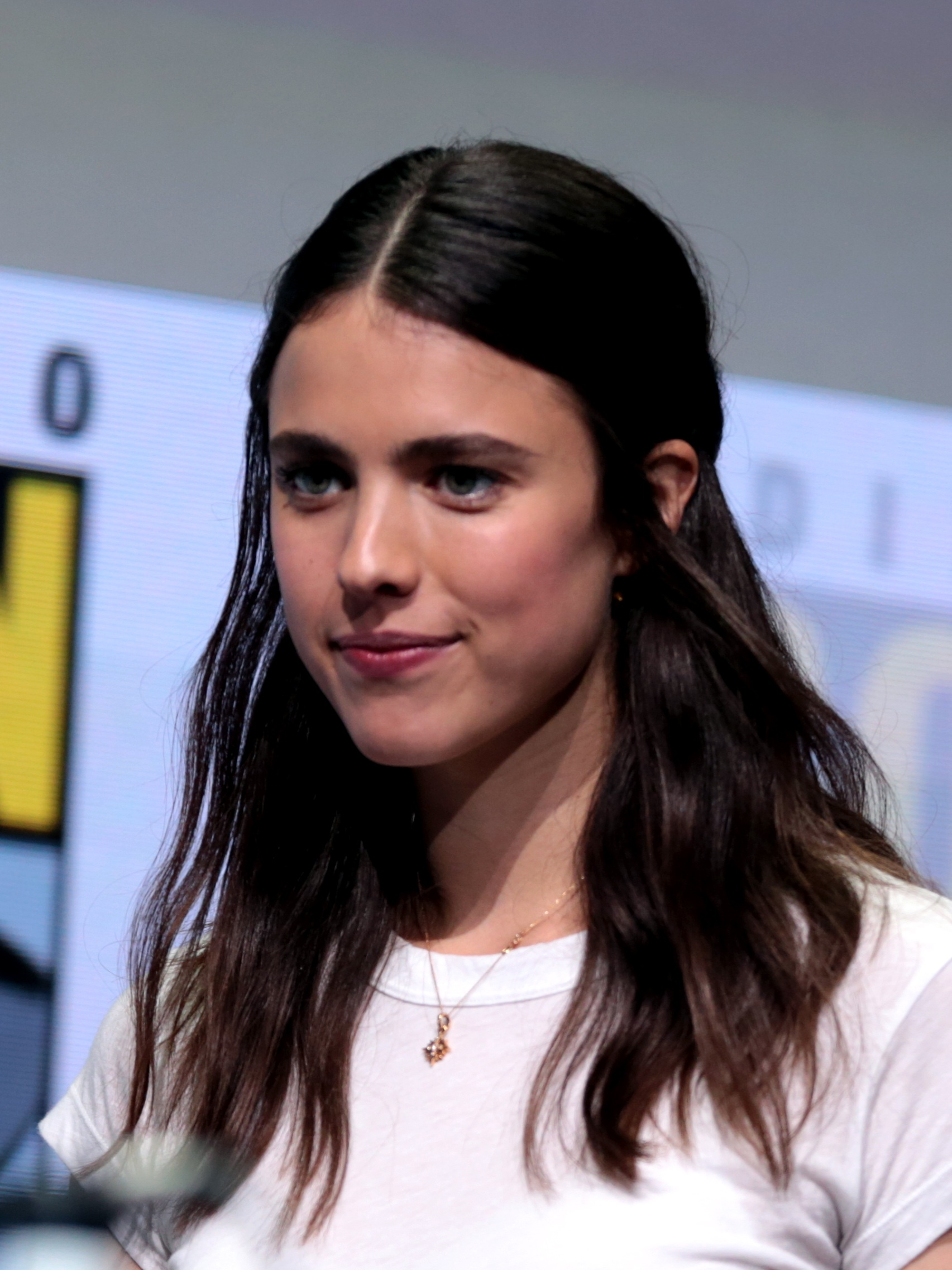
Margaret Qualley spielt Melissa (Foto von 2017)

Strange But True ist ein Noir-Thriller von Rowan Athale, der am 22. Juni 2019 beim Edinburgh International Film Festival seine Premiere feierte.

## Handlung
Fünf Jahre nach dem tragischen Tod von Ronnie Chase steht die junge Melissa, seine damalige Freundin, vor der Haustür der Chases, um ihnen mitzuteilen, dass sie auf wundersame Weise mit Ronnies Kind schwanger sei. Ronnies Mutter Charlene bezichtigt Melissa des Betrugs und schickt sie fort. Zwar ist auch Ronnies Bruder Philip von dessen Tod noch immer erschüttert, doch hat ihn Melissas Behauptung so neugierig gemacht, dass er weitere Untersuchungen durchführt, ob etwa eingefrorenes Sperma oder okkulte Rituale die Schwangerschaft erklären könnten. Melissa hat ihnen eine aufgezeichnete Sitzung mit einer Hellseherin vorgespielt, die prophezeite, dass Ronnie in einem noch ungeborenen Kind weiterleben wird. Auch Charlene beginnt, in der Bibliothek zu recherchieren.
Die Situation verschärft sich, als Charlene ihren Ex-Ehemann Richard, einen Krankenhausarzt, der in der Todesnacht Ronnies Dienst hatte, kontaktiert. Richard hat sich seitdem mit seiner jüngeren zweiten Frau ein neues Leben in Florida aufgebaut. Charlene ist schockiert, als sie feststellt, dass er heimlich Kontakt zu Melissa gepflegt hat und ihre Miete bezahlt. Diese wohnt seit ein paar Jahren in einem kleinen Haus bei einem älteren kinderlosen Ehepaar, das Melissa im Wesentlichen als Ersatztochter adoptiert hat, dem pensionierten Polizisten Bill und seiner Frau Gail. Richard fliegt aufgrund der aktuellen Entwicklungen zu Charlene, die ihn am Flughafen abfängt.
Durch einen Zufall findet Gail in einem Zigarettenversteck von Bill einen Blister mit Rohypnol-Tabletten. Ihr wird klar, dass Bill hiermit Melissa betäubt und sie vergewaltigt haben muss, dies passe auch zu ihren Blackouts. Als sie Bill damit konfrontiert, kommt es zu einem Kampf zwischen beiden, bei dem Gail stürzt und tödlich verunglückt. Philip ist gerade bei Melissa, als bei ihr Wehen einsetzen, woraufhin er sie ins Krankenhaus bringen möchte. Sie wünscht, dass Bill und Gail sie begleiten, also geht Philip zum Haus des Paares und entdeckt Gails Leiche. Durch das Klingeln von Philips Handy wird Bill auf ihn aufmerksam und verfolgt ihn. Er kann noch einen kurzen Anruf an seine Mutter absetzen, bevor Bill ihn mit einem Gewehr niederschlägt. Aufgrund ihrer Wehen fährt Melissa schließlich allein ins Krankenhaus.
Charlene und Richard treffen am Haus des Paares ein, wo Bill ihnen versichert, dass alles in Ordnung sei. Als die beiden gehen, begibt er sich in die Scheune, um Philip in einem frisch ausgegrabenen Loch lebendig zu begraben. Als seine Eltern im Garten Philips Handy finden, gehen sie zurück zum Haus, brechen dort ein und finden Gails Leiche. In der Scheune kommt es zwischen Bill und dem erwachten Philip zu einem Kampf. Als Bill ihn würgt, kann Philip mit dem Gewehr einen Schuss abfeuern. Seine alarmierten Eltern rennen in die Scheune und stellen sich zwischen die beiden. Bill, der gerade die Schrotflinte nachgeladen hat, erschießt sich schließlich selbst.
Melissa bekommt im Krankenhaus ihr Baby. In einer Rückblende sieht man, wie Ronnie ums Leben kam, als er sich nach dem Abschlussball aus der Limousine streckte, um in die Nacht zu rufen, dass er Melissa liebe. Als der Fahrer ihm wiederholt sagt, er solle dies lassen, kommt es zum Unfall. In der letzten Szene sieht man wie die Chases bei Melissa und ihrem Baby im Krankenhaus sind.

## Synchronisation
Die deutsche Synchronisation übernahm die Legendary Units GmbH in Berlin. Die Dialogregie übernahm Frank Gala.
| Rolle            | Darsteller       | Synchronsprecher     |
| ---------------- | ---------------- | -------------------- |
| Philip           | Nick Robinson    | Daniel Kröhnert      |
| Charlene         | Amy Ryan         | Velia Krause         |
| Richard          | Greg Kinnear     | Bernd Vollbrecht     |
| Bill             | Brian Cox        | Marko Bräutigam      |
| Chantrel         | Allegra Fulton   | Janina Sachau        |
| Chaz             | Mena Massoud     | Sascha Krüger        |
| Freund           | Noah Denver      | Benjamin Plath       |
| Gail             | Blythe Danner    | Gundula Köster       |
| Holly            | Sarah Allen      | Nathalie Thiede      |
| Krankenschwester | Tennille Read    | Isabelle Feldwisch   |
| Limousinenfahrer | Joe Parro        | Christian Wunderlich |
| Melissa          | Margaret Qualley | Stefanie Masnik      |
| Pilla            | Janaya Stephens  | Susanne Szell        |
| Ronnie           | Connor Jessup    | Benno Lehmann        |
| John Pindle      | N. N.            | Hubert Burczek       |
| Rafael           | N. N.            | Jan Krawczyk         |

## Produktion
Der Film basiert auf einem Roman von John Searles aus dem Jahr 2002. Dieser wurde von Eric Garcia für den Film adaptiert. Regie führte der britische Regisseur Rowan Athale. Nach The Rise aus dem Jahr 2012 handelt es sich um seinen zweiten Spielfilm. Er besetzte die Rollen überwiegend mit US-amerikanischen Schauspielern. Margaret Qualley spielt die hochschwangere Melissa, Connor Jessup übernahm die Rolle des verstorbenen Ronnie Chase, Nick Robinson spielt dessen älteren Bruder Philip. Amy Ryan spielt deren Mutter Charlene, Greg Kinnear ihren Vater Richard, der seit dem Tod seines jüngeren Sohnes eine neue Frau gefunden hat, mit der er ein gemeinsames Leben führt.
Am 22. Juni 2019 wurde der Film beim Edinburgh International Film Festival erstmals gezeigt, und kam am 6. September 2019 in die US-Kinos.

## Rezeption
Stephen Dalton beschreibt Strange But True in The Hollywood Reporter als einen atmosphärischen Thriller mit einem nostalgischen Unterton und einem starken visuellen Stil. Zwar werde die verdrehte Handlung die Geduld des Publikums an einigen Stellen auf die Probe stellen, doch das gesamte Paket sei hübsch ausgearbeitet. Der Film entfalte sich wie ein Striptease in Zeitlupe und sorge mit fragmentarischen Rückblenden und Enthüllungen, die die bizarre Hintergrundgeschichte hinter Melissas makelloser Empfängnis nach und nach ausfüllen, für eine beständige Spannung. Das spannungsgeladene Setup sei reich an Hinweisen, die auf religiöse Kulte und übernatürliche Phänomene hindeuten, die Wahrheit sei allerdings enttäuschend prosaisch und greife auf wilde Krimi-Tropen zurück, die die Glaubwürdigkeit steigerten, so Dalton. Dies schwäche den Film zwar, sei aber nicht tödlich. Unabhängig von der Plausibilität der Wendungen biete Strange But True fein herausgearbeitete Darstellungen auf ganzer Linie, insbesondere von den älteren Darstellern, so die Rolle der Diva von Amy Ryan. Regisseur Rowan Athale habe trotz fehlender Erfahrung Eric Garcias Drehbuch in einem beeindruckenden visuellen Stil und einer starken Beherrschung der Stimmung in Szene gesetzt.
Das Lexikon des internationalen Films vergibt 2 von 5 möglichen Sternen und urteilt: „Kompliziert angelegter Thriller, der lange geschickt mit der Wahrheit über das Geschehen hinter dem Berg hält, bevor er sich zu einem enttäuschend konventionellen Finale entschließt. Die Uneinheitlichkeit des Films kann auch das hervorragende Ensemble nicht überspielen.“
Oliver Armknecht gibt dem Film in seiner Kritik auf film-rezensionen.de insgesamt 5 von 10 Punkten.